# David Djigla
David Djigla (Avakpa, 23 agosto 1995) è un calciatore beninese, attaccante del Les Herbiers.

## Caratteristiche tecniche
È una prima punta.

## Carriera

### Club
Ha giocato nella seconda divisione francese.

### Nazionale
Ha partecipato alla Coppa d'Africa del 2019.